# Xi Eridani
Xi Eridani (42 Eridanus) é uma estrela na direção da constelação de Eridanus. Possui uma ascensão reta de 04h 23m 40.88s e uma declinação de −03° 44′ 43.2″. Sua magnitude aparente é igual a 5.17. Considerando sua distância de 208 anos-luz em relação à Terra, sua magnitude absoluta é igual a 1.14. Pertence à classe espectral A2V.